# Censis
Il Censis (Centro Studi Investimenti Sociali) è un istituto di ricerca socio-economica italiano fondato nel 1964, da Gino Levi Martinoli, Giuseppe De Rita e Pietro Longo, con sede a Roma, in piazza di Novella, 2.

## Attività
Dalla sua fondazione svolge attività di studio, ricerca, consulenza e assistenza tecnica. La maggior parte delle attività dell'istituto è incentrata sulla realizzazione di studi sul sociale, l'economia e l'evoluzione territoriale o su programmi d'intervento e iniziative culturali nei settori vitali della realtà sociale: la formazione, il lavoro e la rappresentanza, il welfare e la sanità, il territorio e le reti, l'economia, i media e la comunicazione, il governo pubblico, la sicurezza e la cittadinanza. Alcuni anni dopo la sua nascita, esattamente nel 1973 è diventato una fondazione riconosciuta con D.P.R n. 712/1973.
A partire dal 1967 ogni anno le attività e gli spunti di analisi dell'istituto vengono condensati nel Rapporto sulla situazione Sociale del Paese, nato dalla volontà di fornire una narrazione puntuale dei mutamenti socio-economici in corso. Il Rapporto è introdotto dalle Considerazioni Generali cui fa seguito un capitolo riepilogativo dei fenomeni emersi con maggior evidenza nell'anno in corso. Nelle parti terza e quarta, il testo si sofferma sull'analisi settoriale. 
Le sue pubblicazioni sono molto autorevoli e vengono prese in considerazione per la stesura di programmi di sviluppo a lunga scadenza. La sua committenza è composta da apparati centrali e periferici dello Stato (Ministeri), enti locali (Comuni, Province e Regioni), ma anche da grandi aziende sia private che pubbliche e da organismi nazionali e internazionali.
Nel 2008 ha dato vita, in collaborazione con la Fondazione Roma, al World Social Summit, il primo vertice mondiale di sociologia.
Dal 2007 il sociologo Giuseppe De Rita è diventato presidente della fondazione, di cui era stato segretario generale. Alla carica di direttore generale si sono avvicendati Alberto Parenti, Giuseppe Medusa, Fabio Taiti, Nadio Delai, Giuseppe Roma e dal, 2015, Massimiliano Valerii. 
Dal 1997 il Censis ha intitolato a uno dei suoi fondatori, Gino Martinoli, una giornata di studio e ricerca volta a esplorare le prospettive future in ricordo del suo interesse per gli scenari sociali e le previsioni di lungo periodo.
Nel 2013 l'istituto ha compiuto cinquant'anni di attività che sono stati celebrati con una cerimonia al Quirinale, alla presenza del Presidente della Repubblica Giorgio Napolitano.

## Pubblicazioni
- Quarantanovesimo Rapporto sulla situazione sociale del Paese, FrancoAngeli, Milano, 2015.
- Gli scenari del welfare. Verso uno stato sociale sostenibile, FrancoAngeli, Milano, 2015.
- Il futuro di Cento. Scenari e prospettive, FrancoAngeli, Milano, 2015.
- Dodicesimo Rapporto sulla comunicazione. L'economia della disintermediazione digitale (Censis/Ucsi), FrancoAngeli, Milano, 2015.
- Rivedere i fondamentali della società italiana. Un mese di sociale 2015, FrancoAngeli, Milano, 2015.
- I Valori Degli Italiani, (a cura del), Marsilio Editori, Roma, 2012.
- I Valori Degli Italiani 2013, Il Ritorno Del Pendolo, (a cura del), Marsilio Editori, Roma, 2013.
- Secondo me la mafia..., (a cura del), Meltemi Editore, Roma, 1996.
- Se trent'anni vi sembrano pochi. 1967-1996 l'Italia nell'interpretazione del Censis, FrancoAngeli, Milano, 1997.
- CENSIS e UCSI, Evoluzione delle diete mediatiche giovanili in Italia e in Europa: settimo rapporto sulla comunicazione, Milano, Franco Angeli, 2008, ISBN 978-88-464-9740-6.